# Torn (에드나스왑의 노래)
〈Torn〉은 미국의 밴드 에드나스왑의 데뷔 음반 《Ednaswap》(1995년)에 수록된 노래이다. 〈Torn〉은 스콧 커틀러, 앤 프리벤, 러스티 앤더슨과 필 소널리가 에드나스왑이 결성되기 이전인 1991년 데뷔기에 작곡했다. 가사는 프리벤이 작사했고 기타 부분은 앤더슨이 담당했다. 소널리는 제작을 담당했다. (1993년에 리스 쇠렌센과 1996년에 트린 레인이 리메이크한 이후인) 1997년에, 나탈리 임브룰리아가 부른 리메이크곡으로 유명해졌다.

## 리메이크
이 노래는 무명의 록 밴드가 작곡한 노래로 생각되지 않을만큼, 놀랍게도 여러번 리메이크되었다. 리메이크한 모든 음악가와 함께 작업한 소널리가 이 사실을 설명했다. 첫 번째 리메이크는 덴마크 가수 리스 쇠렌센이 1993년에 〈Brændt〉(한국어: 불탄)로 번역하여 불렀다. 쇠렌센의 리메이크곡은 클래식-록 음색이었고, 노래시간이 다른 리메이크곡보다 긴 5분 1초이다. 스타일적으로, 이 리메이크곡은 임브룰리아의 리메이크곡과 매우 비슷하다. 왜냐하면 앤은 인터뷰에서 그들의 초기곡이 임브룰리아의 버전과 거의 비슷하다고 밝혔기 때문이다. 그러나, 이 리메이크곡은 긴 경과부와 매우 긴 수초를 포함하여, "에드나스왑" 버전의 유사점을 지니고 있다. 이 수초는 마지막에 기타 솔로가 포함되지 않는다.
두 번째 리메이크곡은 에드나스왑의 첫 번째 앨범에서 발견할 수 있다. 이 곡은 임브룰리아의 리메이크곡보다 어둡지만, 거의 동일한 편곡이다. 독특한 멜로디가 있고 긴 경과부의 거친 일렉 기타는 하강하지 않는다. (임브룰리아 버전, 트린 레인 버전과 리스 쇠렌센 버전은 모두 경과부가 하강한다.) 긴 수초는 음악이 끝나기전에 감쇄하게 된다. 일반 기타음으로 노래하는 경과부는 다른 리메이크곡에서도 쉽게 들을 수 있는 부분이다.
에드나스왑의 음반이 발표된 후에, 노르웨이 가수 트린 레인이 리메이크하여 1996년 음반 《Beneath My Skin》를 발표했다. 트린 레인 버전은 임브룰리아 버전과 거의 동일했으며 심지어 가사도 영어였지만, 피아노 화음이 표출되고 전기기타 악센트가 강한 멜로디가 느껴진다. 트린 레인 버전은 에드나스왑 버전처럼, 리스 쇠렌센 버전과 비슷한 경과부가 있지만, 급격한 감쇄가 있다.
1996년에, 에드나스왑은 완전히 재구성한 앨범 《Chicken》을 발표한다. 이 곡은 더 느리고 더 많은 기타음을 삽입하였다. 첫 번째 음절은 매우 미묘하고 후렴구가 지나가면 급격하게 높은 음으로 연결된다. 이 버전은 경과부가 없고 다른 버전에서 사용된 기타 연주없이 아우트로가 매우 짧게 끝난다. 결국에, 다른 버전보다 세련되지 못하고 딱딱한 느낌을 남기면서, 영향력 있는 대중가요로 존재하게 되었다.
1997년에, 에드나스왑은 《Chicken》 음반의 리믹스 버전으로 《Wacko Magneto》를 발표했다. 두 음반의 다른점은 미세한 배경 보컬효과와 노래의 일부분에서 울리는 기타음이다.
또한 1997년에, 나탈리 임브룰리아가 리메이크한 Torn은 세계적으로 인식되기 시작했다. 임브룰리아의 버전은 온통 댄스 비트가 포함된 부드러운 곡이다. 모든 버전중에, 이 곡은 가장 팝음악에 가깝고 공동작곡가 앤 프리벤이 "멍한" 패션으로 부르던 노래라고 언급했다. 이 곡이 트린 레인의 곡과 주로 다른부분은 노래의 마지막 음절이 끝나기 이전에 나탈리가 몇번 반복한 "Torn"이다. 나탈리 임브룰리아는 아웃트로를 제거한, MTV 제거 버전의 곡도 불렀다.
1998년에, 에드나스왑은 싱글 〈 Back on the Sun〉를 수록한《 레이디오 믹스》 음반을 발표했다. 이 음반은 성공한 나탈리의 팝 버전 노래의 영향을 받았지만, 〈Wonderland Park〉에서 발견된 그들의 음악으로 발전하는 과정이었다. 이 버전은 《Chicken》 버전과 임브룰리아의 버전이 혼합된 리메이크 곡이다. 매우 부드러운 음을 지녔지고, 음향이 조절된 《Chicken》의 기타가 포함되어 감수성이 강한 곡이다. 또한 다양한 전자음이 포함되어 있다. 이 버전은 경과부가 없고, 아웃트로는 에드나스와의 리더 가수 앤 프리븐이 전자 기타 연주음보다 약하게 부른다.
이렇게 완성된 다른 리메이크 곡은 댄서 리메이크 가수 나탈리 브라운, 펑크 밴드 오프 바이 온과 다수의 라틴 아메리카 가수가 불렀다.
또한 조용한 라이브 버전의 노래는 Annetenna 공연의 일부로 앤 프리븐이 노래한 곡과 자축하는 의미로 부른 하워드 스턴의 라이브곡이 있다.

## 트랙 목록
BMG 국제 싱글 / 영국 CD 싱글 #1
1. "Torn" (4:06)
2. "Sometimes" (3:52)
3. "Frightened Child" (1:37)

영국 CD 싱글 #2
1. "Torn" (4:06)
2. "Contradictions" (4:07)
3. "Diving In The Deep End" (3:30)

프랑스 CD 싱글
1. "Torn" (4:06)
2. "Diving In The Deep End" (3:54)

에드나스왑 1995년 싱글
1. "Edit" (3:52)
2. "LP Version" (4:23)

## 나탈리 임브룰리아
1997년에, 오스트레일리아 가수 나탈리 임브룰리아는 데뷔음반 《Left of the Middle》에 〈Torn〉 리메이크곡을 수록하였다. 싱글발표후, 임브룰리아 버전은 세계적으로 유명해졌다. 당시에, 미국 빌보드 핫 100 차트는 싱글로 발매된 곡이 차트에 진입하는 것이 금지되었기 때문에, 차트에 오르지 못했다. 대신 핫 100 에어플레이 차트에 18주 동안 1위를 유지했다.
이 음반으로 나탈리 임브룰리아는 〈Grammy Award for Best Female Pop Vocal Performance〉의 후보로 지명되었지만, 경쟁자 셀린 디온의 《My Heart Will Go On》이 수상했다. 〈Torn〉의 뮤직 비디오는 영국 배우 제레미 셰필드가 주연으로 등장한다.
나탈리 임브룰리아 버전은 킬번에서 (리더 기타) 데이비드 먼데이, (베이스, 리듬 기타) 필 소널리, (드럼) 척 사보, (드럼 프로그래밍) 헤리 빈스, 샘 하다커, 제로 7과 (배경 보컬) 카트리나 레스카니치와 녹음했다. 믹스는 니겔 갓리치가 담당했다.
희극인 데이비드 아만드는 《Johann Lippowitz, Vienna의 가장 묘사적인 댄스 예술가》로 등장해서 〈Torn〉의 코메디 무언극 해설을 공연하여 인터넷에서 유명해졌다. 국제앰네스티의 《The Secret Policeman's Ball (2006년)》에서, 임브룰리아와 아만드는 라이브 듀엣으로 〈Torn〉을 불렀다.
당시 〈Torn〉의 비디오는 MTV 이탈리아에 의하여 세계에서 두 번째로 인기있는 비디오로 선정되었다.

## Diving In The Deep End
B면 《Diving In The Deep End》은 나탈리 임브룰리아 팬들에게 혼란을 주었다. 이 곡은 두가지 버전이 있었다: 3:30 버전과 3:54 버전이다. 두 버전의 차이점은 짧은 버전이 긴 버전보다 엔딩이 급격하게 끝나버린다. 짧은 버전은 팬들에게 불쾌감을 주는 원인이다. 짧은 버전은 예술가, 공동작사나 제작가가 일부로 의도하기보다는 제조상의 문제로 발생되었다.
이 문제를 더욱 혼란스럽게 만든 것은 새로운 나탈리 임브룰리아 모음집에 싱글의 재생시간이 부정확하게 표시되어 있었다. 긴 버전 (3:54)은 2트랙 프랑스판 싱글에서만 들을 수 있으며, 트록의 목록에는 3:30 곡으로 표기되었다. 짧은 버전 (3:30)은 영국 CD2 3트랙판에서 들을 수 있으며, 이 음반은 제조상의 문제 때문에 발표한 지 하루 지나서 회수되었다.

## 차트
싱글은 영국에서만 110만 장이 팔린것을 포함하여, 전 세계적으로 300만 장 이상이 팔렸다. 〈Torn〉은 역사상 두 번째로 가장 많이 팔린 싱글이다. 2007년 9월 24일에 부른 나탈리 임브룰리아의 리메이크곡은 영국 싱글 차트에서 70위를 재진입하며, 온라인 판매가 탄력을 받았다.
당시에 실제 싱글로 발매되지 않은 곡이 빌보드 핫 100 차트에 오르는 것이 금지되어 있었기 때문에, 〈Torn〉은 미국에서 큰 인기를 끌고 있던 동안에는 핫 100 차트에 진입하지 못했다. 1998년 말 노래의 인기가 시들해질 무렵에 에어플레이 곡들도 핫 100 차트에 오를 수 있도록 규정이 변경되었고, 〈Torn〉은 20주간 차트에 올라 최고 순위 42위를 기록하였다.
| 차트                          | 최고 순위 |
| ----------------------------- | --------- |
| 오스트레일리아 ARIA 싱글      | 2         |
| 오스리아 싱글 차트            | 3         |
| 핀란드 싱글 차트              | 8         |
| 프랑스 싱글 차트              | 4         |
| 멕시코 에어플레이             | 1         |
| 뉴질렌드 싱글 차트            | 5         |
| 노르웨이 싱글 차트            | 6         |
| 필리핀 탑 히트                | 1         |
| 스웨덴 싱글 차트              | 1         |
| 스위스 싱글 차트              | 2         |
| 영국 탑 75 싱글               | 2         |
| 영국 탑 75 싱글               | 701       |
| 미국 빌보드 모던 록           | 12        |
| 미국 빌보드 어덜트 컨템퍼레리 | 4         |
| 미국 빌보드 핫 100 에어플레이 | 1         |
| 미국 빌보드 핫 100            | 42        |

1 [2007 download-only release]